# セップ・ファン・デン・ベルフ
- ゼップ・バン・デン・バーグ

セップ・ファン・デン・ベルフ（Sepp van den Berg, 2001年12月20日 - ）は、オランダ・オーファーアイセル州ズヴォレ出身のサッカー選手。ブレントフォードFC所属。ポジションはDF。

## 経歴
2012年に地元のPECズヴォレのユースチームに入団。2017-18シーズン途中にトップチームに昇格し、2018年3月11日のFCフローニンゲン戦で、後半開始からの出場で16歳でプロデビュー。以降出場機会を増やし、オランダ国内で次世代のフィルジル・ファン・ダイクとして注目を集める。
2019年6月27日、リヴァプールFCと契約したことが発表された。
2021年2月3日、プレストン・ノースエンドFCへの2020-21シーズン終了までのローン移籍が発表。6月21日に更に1年間のローン移籍が発表された。
2022年8月30日、シャルケ04へのローン移籍が発表された。
2023年7月13日、1.FSVマインツ05にレンタル移籍した。
2024年8月22日、ブレントフォードFCに移籍した。

## 代表経歴
2018年から、飛び級でU-19のオランダ代表に招集されている。

## 個人成績
| クラブ       | シーズン | リーグ             | リーグ戦 | リーグ戦 | カップ戦 | カップ戦 | リーグ杯 | リーグ杯 | 国際大会 | 国際大会 | その他 | その他 | 合計 | 合計 |
| クラブ       | シーズン | リーグ             | 出場     | 得点     | 出場     | 得点     | 出場     | 得点     | 出場     | 得点     | 出場   | 得点   | 出場 | 得点 |
| ------------ | -------- | ------------------ | -------- | -------- | -------- | -------- | -------- | -------- | -------- | -------- | ------ | ------ | ---- | ---- |
| ズヴォレ     | 2017-18  | エールディヴィジ   | 7        | 0        | 0        | 0        | 0        | 0        | -        | -        | 0      | 0      | 7    | 0    |
| ズヴォレ     | 2018-19  | エールディヴィジ   | 15       | 0        | 1        | 0        | 0        | 0        | -        | -        | 0      | 0      | 16   | 0    |
| ズヴォレ     | 通算     | 通算               | 22       | 0        | 1        | 0        | 0        | 0        | -        | -        | 0      | 0      | 23   | 0    |
| リヴァプール | 2019-20  | プレミアリーグ     | 0        | 0        | 1        | 0        | 3        | 0        | 0        | 0        | 0      | 0      | 4    | 0    |
| リヴァプール | 2020-21  | プレミアリーグ     | 0        | 0        | 0        | 0        | 0        | 0        | 0        | 0        | 0      | 0      | 0    | 0    |
| リヴァプール | 通算     | 通算               | 0        | 0        | 1        | 0        | 3        | 0        | 0        | 0        | 0      | 0      | 4    | 0    |
| プレストン   | 2020-21  | チャンピオンシップ | 16       | 0        | -        | -        | -        | -        | -        | -        | 0      | 0      | 16   | 0    |
| プレストン   | 通算     | 通算               | 16       | 0        | -        | -        | -        | -        | -        | -        | 0      | 0      | 16   | 0    |
| 総通算       | 総通算   | 総通算             | 38       | 0        | 2        | 0        | 3        | 0        | 0        | 0        | 0      | 0      | 43   | 0    |